# فیلیپ لوکاس
فیلیپ لوکاس (انگلیسی: Philippe Lucas؛ زادهٔ ۱ نوامبر ۱۹۶۳) بازیکن فوتبال سابق اهل فرانسه است که در پست هافبک بازی می‌کرد.
از باشگاه‌هایی که در آن بازی کرده‌است می‌توان به باشگاه فوتبال گنگام، باشگاه فوتبال بوردو، و باشگاه فوتبال سوشو اشاره کرد.